# Lògica de classes
La lògica de classes considera la proposició considerant la pertinença o no pertinença d'un element o individu a una determinada classe. És la interpretació d'una proposició o enunciat lingüístic sota la formalització de la teoria de conjunts. o Diagrames de Venn.
Per classe s'entén un conjunt d'individus que tenen una propietat comuna. Noteu que la propietat defineix la classe, no l'individu, és allò que el diferencia essencialment de la lògica de predicats. En aquest cas, per tant, el valor de veritat ve donat per la pertinença o no pertinença a una classe. Per això, la taula de valors de veritat s'explicita com a taules de pertinença.
Així, no és el mateix dir: "HS = Sòcrates és un home" (en què atribuïm una qualitat que fa a l'ésser mateix de Sòcrates), que dir: "SH = Sòcrates pertany a la classe dels homes."
La classe té sentit encara que no hi hagi individus. Així, la classe home, com a concepte d'home, existeix encara que no existeixin els homes. De la mateixa manera que existeix el concepte de "cavalls amb ales", encara que no hi hagi cap Pegàs.
Actualment la lògica anomenada tradicional, sil·logística, s'interpreta com a lògica de classes.